# Тимонино (Нижегородская область)
Тимо́нино — деревня в Богородском районе Нижегородской области. Входит в состав Алешковского сельсовета. Население 38 (2010) человек

## Общая физико-географическая характеристика
Географическое положение
По автомобильным дорогам расстояние до областного центра города Нижнего Новгорода составляет 64 км, до районного центра города Богородска — 22 км. Абсолютная высота 129 метров над уровнем моря.
Часовой пояс
Тимонино, как и вся Нижегородская область, находится в часовой зоне МСК (московское время). Смещение применяемого времени относительно UTC составляет +3:00.

## История
В «Списке населенных мест» Нижегородской губернии по данным за 1859 год значится как владельческое сельцо при пруде и колодцах в 10 верстах от Нижнего Новгорода. Относилось к первому стану Горбатовского уезда. В сельце насчитывалось 66 дворов и проживало 477 человек (198 мужчин и 279 женщин).

## Население
| 1999 | 2002 | 2010 |
| ---- | ---- | ---- |
| 67   | ↘50  | ↘38  |

Национальный состав
Согласно результатам переписи 2002 года, в национальной структуре населения русские составляли  100% из 50 человек.